# كونراد فينكلر
كونراد فينكلر (بالبولندية: Konrad Winkler)‏ هو مبارز بالسيف ورسام بولندي، ولد في 20 يناير 1882 في وارسو في بولندا، وتوفي في 16 يناير 1962 في كراكوف في بولندا.

## وصلات خارجية
- كونراد فينكلر على موقع أوليمبيديا (الإنجليزية)